# 南方方面军 (苏联)

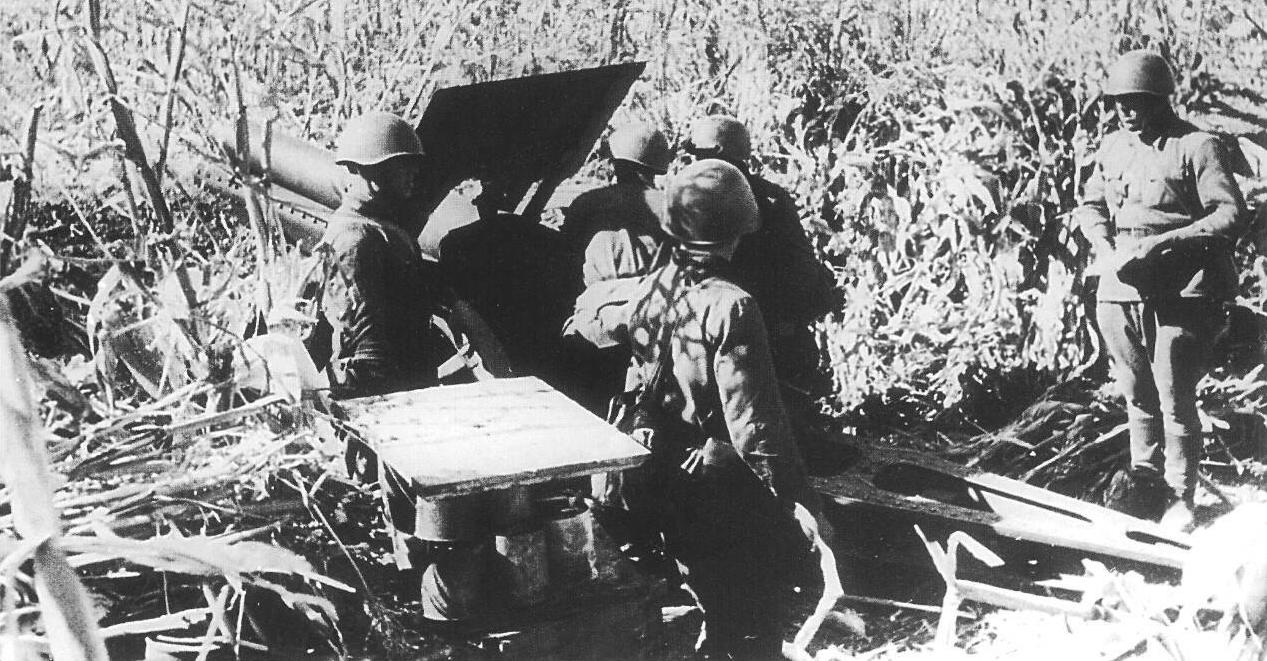
南方方面军

南方方面军是第二次世界大战期间蘇聯陸軍設立的一支方面军。苏联占领比萨拉比亚和北布科维纳期間，南方方面军參與作戰。在德国于1941年6月入侵苏联后，该方面军又两度组建。1943年10月20日，南方方面军改組成其他方面军。